# Diecezja Cassano all’Jonio
Diecezja Cassano all’Jonio, łac. Dioecesis Cassanensis – diecezja Kościoła rzymskokatolickiego we Włoszech, w metropolii Cosenza-Bisignano, w regionie kościelnym Kalabria.
Została erygowana w V wieku.

## Główne świątynie
- Katedra: Bazylika katedralna Narodzenia Najświętszej Maryi Panny w Cassano all’Ionio
- Bazyliki mniejsze:
  - Bazylika św. Juliana w Castrovillari
  - Bazylika Matki Bożej Zamkowej w Castrovillari